# Estat de Gombe
L'Estat de Gombe és un dels trenta-sis estats federats que formen la República Federal de Nigèria. La capital és Gombe amb més de 200.000 habitants.

## Superfície i límits
Gombe té una extensió de 18.768 quilòmetres quadrats i els seus límits són els següents: al nord amb l'estat de Yobe, a l'est amb els estats d'Adamawa i Borno, al sud amb l'estat de Taraba i a l'oest amb el de Bauchi.

## Població i grups ètnics
La població s'eleva a la xifra de 2.539.235 persones (dades actualitzades el 2007 per estimació del cens de l'any 2006). La densitat poblacional és de 135,3 habitants per cada quilòmetre quadrat d'aquesta divisió administrativa. Al cens de 1991 eren 1.488.853 habitants i l'estimació del 1998 era d'1.820.415 persones.
L'estat està poblat pels grups ètnics dels Tangale, Terawa, Waja, Kumo, Fulani, Kanuri, Bolewa, Jukun, Pero/Shonge, Tula, Cham, Lunguda, Dadiya, Banbuka, Haussa i Kamo/Awak. La majoria de la població és musulmana.

## Llenguatge
Cada ètnia parla el seu propi llenguatge però el haussa és la llengua comercial emprada pel poble.

## Govern tradicional
A més de l'emirat de Gombe i ha cinc altres emirats tradicionals: Cham, Dadiya, Kaltungo, Tangale i Waja.

## Història i formació territorial
Històricament, l'estat de Gombe és una fusió de dos grups diferents de persones, abraçant l'emirat de Gombe al nord i els pobles gombes al sud. L'emirat va ser establert pel fulani Bubayaro durant el període de la gihad dels primers anys del segle xix i fou un estat dependent del Califat o Sultanat de Sokoto. El govern de l'emirat amb capital a Gombe Abba, va dominar de manera efectiva gran part del que avui és l'estat de Gombe fins a l'arribada dels britànics a l'inici del segle xx. Sota els britànics, l'estat va ser administrat a través del mecanisme de dues unitats administratives, és a dir l'Autoritat Nativa de Gombe (l'emir) i les autoritats natives de Tangale Waja. Les dues autoritats van constituir la divisió de Gombe de la regió del Nord de Nigèria durant l'època colonial.
No obstant això, amb la independència de 1960 i la posterior administració militar, es van produir molts canvis que van donar lloc a l'aparició d'autoritats de govern local. Per tant, entre 1976 i l'actualitat, les dues autoritats es van transformar en 11 governs locals que encara existeixen. Del 1960 al 1967 va formar part de la regió del Nord de Nigèria; el 1967 de l'estat Nord-oriental; el 1976 va quedar dins del nou estat de Bauchi.
L'estat va ser creat l'1 d'octubre de 1996 durant la dictadura del general Sani Abacha, quan es va segregar de l'estat de Bauchi. A l'estat se'l va anomenar com "Jewel in the Savannah" (Joia de la sabana).

## Administració
Aquest estat es subdivideix internament en un total d'onze àrees de govern local que són:
- Akko
- Balanga
- Billiri
- Dukku
- Funakaye
- Gombe
- Kaltungo
- Kwani
- Nafada
- Shomgom
- Yamaltu/Deba